# غارهای قزل
غارهای قزل (اویغوری: قیزیل میڭ ئۆی) یا غارهای هزار بودای قِزِل مجموعه‌ای از ۲۳۶ غار بودایی هستند که در منطقه قزل شهرستان بای، ولایت آق‌سو، سین‌کیانگ، چین واقع شده‌اند. این محوطه در ساحل شمالی رود موزات، ۶۵ کیلومتری در غرب کوچا قرار دارد. این منطقه در گذشته یک مرکز تجاری در جاده ابریشم بود.
این غارها نقش مهمی در هنر آسیای میانه و انتقال دین بودا از طریق جاده ابریشم دارند و گفته می‌شود اولین مجموعه غارهای بزرگ بودایی در چین هستند که بین قرن‌های سوم و هشتم میلادی ساخته شده‌اند. غارهای قزل اولین نمونه از نوع خود در چین هستند و بعدها الگوی آن‌ها در ساخت غارهای بودایی در شرق چین به کار گرفته شد.
این غارها یکی از اولین مجموعه‌های مهم غارهای صخره‌ای بودایی در چین هستند. غارها عمدتاً در دوره سلسله‌های جنوبی و شمالی حفر شده‌اند، اولین غار در قرن چهارم (از جمله غار معروف شماره ۳۸) و آخرین غار در دوره سلسله یوان حفر شده است. با وجود اینکه این مکان آسیب دیده و غارت شده است، هنوز هم نقاشی‌های دیواری زیادی، عمدتاً با تصاویر جتکه‌ها (داستان‌هایی از زندگی‌های قبلی بودا)، باقی مانده است.
غارهای قزل از سال ۱۹۶۱ در فهرست بناهای تاریخی جمهوری خلق چین قرار دارند. در سال ۲۰۱۴، این غارها به عنوان بخشی از میراث جهانی یونسکو مربوط به جاده ابریشم به ثبت رسیدند.